# 河童のスケッチブック
『河童のスケッチブック』（かっぱのスケッチブック）とは、舞台美術家の妹尾河童によるイラスト入りエッセイ。1986年春から1988年にかけてサンデー毎日誌上に連載された同名エッセイに書き下ろしを加え、1995年に出版された。

## 概要
単行本は縦×15センチ、横×21センチという横長の変形サイズの書籍である。右開き、右側の妹尾の文章、左側に妹尾のイラストという形式を取っており、著者の妹尾自身もこれを文庫化するのは不可能だろうと考えていた。しかし文藝春秋出版局の照井康夫が「どうしても文庫にしたいので文庫化を承認して欲しい」と申し出た。妹尾は「今まで横長の文庫は存在しないのではないか」と尋ねると、「横長の文庫にはできないが、本を横にして縦に開く形式にすればいいではないか。ページの開き方こそ違うが、『河童のスケッチブック』には変わりない。親と違った顔形でもその遺伝子を完全に受け継いでいる子供もいるではありませんか」と説得し、妹尾も許諾した。かくして珍しい縦開き方式の文庫が誕生した。

## 付録
文庫版には通常の文庫にはあまり採用されない観音開きのページが追加された。